# جمال الردهان
جمال الردهان (15 أكتوبر 1961  -)، ممثل كويتي. حاصل على شهادة البكالوريوس في التمثيل والإخراج من «المعهد العالي للفنون المسرحية». وبالإضافة إلى عمله الفني فإنه يعمل كمحاضر في معهد الفنون المسرحية لمادة الإلقاء.

## أعماله

### في المسرح
| سنه الإنتاج | المسرحية                             | بمشاركة |
| ----------- | ------------------------------------ | --- |
| 1985        | محاكمة علي بابا                      | عبد الرحمن العقل، محمد جابر، استقلال أحمد، أحمد جوهر، منى عيسى                                                                   |
| 1987        | فرسان بني هلال                       | عائشة إبراهيم، عبد الرحمن العقل، جاسم النبهان، محمد العجيمي                                                                      |
| 1991        | أبطال السلاحف                        | عبد الرحمن العقل، محمد جابر، عبد الناصر درويش                                                                                    |
| 1992        | ليلى والعملاق                        | محمد جابر، ولد الديرة، جاسم الصالح، من مصر حنان شوقي                                                                             |
| 1993        | الحرمنة                              | إبراهيم الصلال، جاسم النبهان، عبد الإمام عبد الله                                                                                |
| 1995        | مصاص الدماء                          | علي المفيدي، باسمة حمادة، عبد العزيز المسلم                                                                                      |
| 1997        | وحش الليل                            | غانم السليطي، محمد السريع، مشاعل شداد                                                                                            |
| 1997        | نهر العجائب                          | رشا مصطفى، هبة الدري |
| 1998        | زمن دراكولا                          | علي المفيدي، باسمة حمادة، عبد العزيز المسلم                                                                                      |
| 1998        | حكم الحاس                            | انتصار الشراح، محمد العجيمي، زهرة عرفات، سعود الشويعي                                                                            |
| 1999        | قصر الرعب                            | غانم الصالح، عبد العزيز المسلم، أحمد السلمان، طيف، هيا الشعيبي                                                                   |
| 2002        | الرجل الذئب بدلًا من عبد الرحمن العقل | عبد العزيز المسلم، باسمة حمادة، هيا الشعيبي                                                                                      |
| 2002        | في قلب القنديل                       | سماح |
| 2006        | يبيله ديجيتال                        | محمد العجيمي، هيا الشعيبي، مشاعل الزنكوي                                                                                         |
| 2007 - 2008 | أشباح أم علي                         | انتصار الشراح، باسمة حمادة، عادل المسلم، أحمد إيراج                                                                              |
| 2009        | مصاص الدماء 2009                     | عبد العزيز المسلم، انتصار الشراح، هبة الدري                                                                                      |
| 2009        | فندق الرعب                           | عبد الرحمن العقل، باسمة حمادة، عادل المسلم، أحمد إيراج                                                                           |
| 2010        | بخيت وبخيته                          | طارق العلي، هيا الشعيبي، شهاب حاجيه، خالد العجيرب                                                                                |
| 2011        | الزوج يريد تغير المدام               | عبد العزيز المسلم، إلهام الفضالة، شيماء علي                                                                                      |
| 2012        | مثلث برمودا                          | عبد العزيز المسلم، انتصار الشراح، مشاري البلام، مي البلوشي                                                                       |
| 2014        | الياخور                              | حسن البلام، فوز الشطي، مشاري البلام، أحمد العونان، ميس كمر، محمد الرمضان، منى حسين، عبدالعزيز النصار، سامي مهاوش، عبدالله المسلم |
| 2019        | عنتر المفلتر                         | طارق العلي،احمد الفرج،هند البلوشي،ميس كمر                                                                                        |
| 2019        | الدائرة السادسة                      | محمد الفيلكاوي ، يوسف المطر ،هبة العبسي،جاسم البلوشي ،محمد الصراف                                                                |
| 2021        | المهمة الصعبة                        | عبدالعزيز المسلم ، زهرة الخرجي ، مرام البلوشي ، أسامة المزيعل                                                                    |

### في التلفزيون
| سنه الإنتاج | اسم المسلسل               | بمشاركة                                                                                                 |
| ----------- | ------------------------- | --- |
| 1984        | الغرباء                   | غانم الصالح، حياة الفهد، أحمد الصالح، عبد الرحمن العقل                                                  |
| 1986        | المغامرون الثلاثة         | جاسم النبهان، عبد الإمام عبد الله، عبد الرحمن العقل، محمد المنيع                                        |
| 1986        | صغيرات على الحياة         | حياة الفهد، محمد جابر، إبراهيم الحربي، عبد الإمام عبد الله                                              |
| 1989        | الطماعون                  | خالد العبيد، علي المفيدي، إبراهيم الحربي، جاسم النبهان، عائشة إبراهيم، محمد المنيع                      |
| 1990        | للحياة بقية               | سعاد عبد الله، علي المفيدي، عائشة إبراهيم، أسمهان توفيق                                                 |
| 1990        | العائلة                   | إبراهيم الصلال، مريم الغضبان، مريم الصالح، عبد الرحمن العقل، هدى حسين                                   |
| 1992        | الملقوفة                  | حياة الفهد، من مصر سناء يونس، محمد المنصور، عبد الرحمن العقل                                            |
| 1993        | قاصد خير                  | عبد الحسين عبد الرضا، حياة الفهد، غانم الصالح، مريم الصالح، مريم الغضبان، علي المفيدي، عبد الرحمن العقل |
| 1993        | مرآه الزمان               | غانم الصالح، جاسم النبهان، أحمد الصالح، إبراهيم الحربي، باسمة حمادة                                     |
| 1994        | عيال قرية                 | غانم الصالح، علي المفيدي، عبد الإمام عبد الله، انتصار الشراح، أحلام حسن                                 |
| 1996        | سفينة الأحلام             | غانم الصالح، محمد الجناحي، عبد الإمام عبد الله، باسمة حمادة، أحمد الجسمي                                |
| 1996        | القصاص                    | علي المفيدي، أسعد فضة، عباس النوري، هاني الروماني، إبراهيم الحربي، أمل عرفة                             |
| 1996        | أحلام نيران               | إبراهيم الحربي، انتصار الشراح، إيمان محمد علي                                                           |
| 1997        | اثنان على الطريق          | باسمة حمادة، أحمد السلمان                                                                               |
| 1997        | مايبقى غير الحب           | سعد الفرج، حياة الفهد، إبراهيم الصلال، من مصر فايزة كمال، فرح علي                                       |
| 1997        | الصحيح ما يطيح            | غانم الصالح، عبد الرحمن العقل، انتصار الشراح، زهرة الخرجي، لطيفة المجرن، سماح                           |
| 1999        | الدردور                   | حياة الفهد، غانم الصالح، مريم الصالح، إبراهيم الصلال، جاسم النبهان                                      |
| 1999        | الموذي                    | غانم الصالح، عبد الرحمن العقل، لطيفة المجرن، بدرية أحمد، زهرة عرفات                                     |
| 1999        | حكايات كويتية             | إبراهيم الحربي، هدى الخطيب، شهد الياسين                                                                 |
| 2000        | الاختيار                  | خالد العبيد، عبد الرحمن العقل، جاسم النبهان، خالد أمين، زهرة عرفات                                      |
| 2000        | الخطر معهم - الجزء الأول  | طارق العلي، عبد الله السلمان                                                                            |
| 2000        | خطوات على الجليد          | عبد الإمام عبد الله، محمد العجيمي، فرح علي، طيف                                                         |
| 2001        | الصقرين                   | غانم الصالح، محمد جابر، إبراهيم الحربي، باسمة حمادة، عبير أحمد                                          |
| 2002        | بيوت من ثلج               | غانم الصالح، محمد جابر، طارق العلي، عبد الإمام عبد الله، محمد الرشيد، سماح                              |
| 2002        | أنا حر                    | عبد الرحمن العقل، سماح، زهرة عرفات                                                                      |
| 2002        | الخطر معهم - الجزء الثاني | طارق العلي، عبد الله السلمان                                                                            |
| 2002        | قلوب لا تنبض بالحب        | محمد الرشيد، طيف، لمياء طارق                                                                            |
| 2003        | حتى التجمد                | عبد المحسن النمر، زينب العسكري، إيمان محمد علي                                                          |
| 2003        | زحف العقارب               | عبد العزيز جاسم، محمد العجيمي، زهرة الخرجي                                                              |
| 2003        | ملاذ الطير                | أحمد الصالح، لطيفة المجرن، عبد المحسن النمر، زينب العسكري                                               |
| 2004        | الشقردي                   | أحمد الصالح، هدى حسين، هيا الشعيبي                                                                      |
| 2005        | زينة الحياة               | جاسم النبهان، محمد العجيمي، ليلى السلمان، هند البلوشي، حمد العماني                                      |
| 2006        | شمس ونهار                 | عبد الرحمن العقل، مشاعل الزنكوي، مشعل الجاسر                                                            |
| 2006        | شبايك - برنامج منوعات     | حسن البلام، عبد الناصر درويش                                                                            |
| 2006        | خال الحكم                 | غانم الصالح، سعاد علي، هيا الشعيبي                                                                      |
| 2007        | شاهين                     | سعاد عبد الله، خالد أمين، غازي حسين                                                                     |
| 2007        | الأخ صالحة                | حياة الفهد، إبراهيم الصلال، منى شداد                                                                    |
| 2007        | هذا ولدنا                 | طارق العلي، محمد الصيرفي، هيا الشعيبي                                                                   |
| 2008        | الداية                    | حياة الفهد، محمد جابر، محمد المنيع، منى شداد، باسمة حمادة                                               |
| 2009        | الظل الأبيض               | أحمد جوهر، أحمد السلمان، عبير الجندي، سلمى سالم                                                         |
| 2009        | طول بالك - برنامج منوعات  | طارق العلي                                                                                              |
| 2010        | إخوان مريم                | إبراهيم الصلال، غانم الصالح، جاسم النبهان، إبراهيم الحربي، مشاري البلام                                 |
| 2010        | زمن مريان                 | طارق العلي، محمد العجيمي، منى شداد                                                                      |
| 2011        | 2 في الإسعاف              | أحمد السلمان، ناصر محمد، أحمد العونان، هبة الدري                                                        |
| 2012        | الفلته 2                  | طارق العلي، منى شداد                                                                                    |
| 2014        | لمحات                     | سعد الفرج، عبد الرحمن العقل، أسمهان توفيق، هدى الخطيف، سمير القلاف، باسمة حمادة                         |
| 2014        | العافور                   | عبد الحسين عبد الرضا، ميس كمر، إلهام الفضالة، هيا الشعيبي، أحمد السلمان، أحمد العونان                   |
| 2015        | الفصلة                    | طارق العلي، أحمد الفرج، مرام، نورة العميري، خالد مظفر، سلطان العلي                                      |
| 2016        | دكان بونواف               | منى شداد، محمد دشتي، بشار الجزاف، أماني البلوشي، أحمد الجناعي، أحمد العونان، بسومة                      |
| 2016        | حريم بوسلطان              | سعيد سالم، فخرية خميس، مرام، نرمين محسن، مي عبد الله                                                    |
| 2018        | عبرة شارع                 | سعاد عبد الله، داوود حسين، باسمة حمادة، هبه الدري، فاطمة الصفي                                          |
| 2019        | أمنيات بعيدة              | |
| 2019        | سبع بواب                  | |
| 2020        | آل ديسمبر                 | |
| 2021        | الناجية الوحيدة           | |
| 2021        | بنات مسعود                | خالد العجيرب ،شيماء سبت ، خالد المظفر ،خليل الرميثي ، سلوى بخيت                                         |

### في الإذاعة
| سنه الإنتاج | اسم المسلسل                    | بمشاركة                                                                             |
| ----------- | ------------------------------ | ----------------------------------------------------------------------------------- |
| عدة سنوات   | نافذة على التاريخ              | غانم الصالح، صادق الدبيس، كاظم القلاف، علي المفيدي، أحمد سالم القصاب، سعاد عبد الله |
| عدة سنوات   | نجوم القمة                     | عبد الله غلوم، محمد حسن، كاظم القلاف، سليمان الياسين، حمد ناصر                      |
| 2008        | فندق بو سعود مول               | إنتصار الشراح، عبير الجندي، غانم الصالح، خالد العبيد                                |
| 2008        | ليالي                          | هدى حسين، بسام الجزاف، أسامة المزيعل، محمد حسن، أحمد سالم                           |
| 2009        | راعي الديوانية                 | عبد الحسين عبد الرضا، سعاد عبد الله، فيصل المسفر، صادق الدبيس، سماح                 |
| 2011        | وضاعت الأندلس                  | علي البريكي، محمد حسن، ناعسة الجندي                                                 |
| 2011        | بنين وبنات                     | أوس الشطي، صادق الدبيس، سماح                                                        |
| 2012        | عمر بن عبدالعزيز               | حياة الفهد، بسام الجزاف، سليمان الياسين، حنان المهدي، محمد العلوي                   |
| 2012        | حلال أبونا                     | حياة الفهد، جاسم النبهان، سماح، محمد العلوي، أسامة المزيعل                          |
| 2014        | صاحب الزمردة الحمراء تيمور لنك | إبراهيم الصلال                                                                      |
| 2015        | الدنيا مصالح                   | عبد الرحمن العقل، إنتصار الشراح، علي العلي، محمد العلوي، أبرار المفيدي              |

### في السينما
| سنه الإنتاج | الفيلم           | بمشاركة                                                      |
| ----------- | ---------------- | ------------------------------------------------------------ |
| 1990        | زمن القدر (فيلم) | سوسن بدر، نادر الحساوي، موسى الردهان                         |
| 2004        | شباب كوول        | لمياء طارق، مشاعل الزنكوي، ليلى السلمان                      |
| 2015        | حبيب الأرض       | فيصل العميري، عبد الله الطراروة، حنان المهدي                 |
| 2018        | سرب الحمام       | بشار الشطي،داود حسين،فهد العبد المحسن،أحمد إيراج،بدر الشعيبي |
| 2018        | ودي اتكلم        | خالد البريكي، ليلى عبدالله، عبد الله الخضر، عبدالمحسن القفاص |
| 2019        | ساعة زمان        | طارق العلي، محمد جابر، هبه الدري، محمد الحملي                |

## روابط خارجية
- جمال الردهان على موقع قاعدة بيانات الأفلام العربية